# 1-بوتانثيول
1-بوتانثيول هو مركب كبريت عضوي من الثيولات صيغته C4H10S، ويوجد على شكل سائل شفاف عديم اللون له رائحة كريهة.

## الوفرة الطبيعية والتحضير
يوجد هذا المركب طبيعياً في إفرازات حيوان الظربان.
يمكن أن يحضر المركب مخبرياً من تفاعل بوت-1-ين مع كبريتيد الهيدروجين بوجود حفاز. كما يمكن أن تتم عملية التحضير من تفاعل 1-برومو البوتان مع بيكبريتيد الصوديوم:

## الخواص
يوجد المركب في الشروط القياسية على شكل سائل شفاف عديم اللون؛ وهو ذو رائحة منفرة قوية. يستطيع أنف الإنسان تمييز هذه الرائحة بتراكيز تقارب 1.4 جزء في البليون.

## الاستخدامات
يستخدم المركب في إضافة الرائحة إلى الغاز المنزلي.